# Таджиров, Владимир Хасанович
Владимир Хасанович Таджиров (5 июля 1940, Ташкент — 17 апреля 2011, Москва) — советский и узбекский футболист, Мастер спорта СССР.
Воспитанник «Трудовых резервов» (Ташкент). Известен по выступлениям за «Пахтакор», за который Владимир отыграл 7 сезонов. Долгое время оставался рекордсменом клубам по матчам в Высшей лиге. Отлично взаимодействовал с Валерием Мухиным.
1967 год провёл в московском «Локомотиве», позднее перебрался в Калугу.
Завершил карьеру игрока в любительском ФК «Фрезер» (Москва).
В чемпионатах СССР — 225 матчей, 8 голов.
Проживал в Москве на Тихорецком бульваре. Семья: сын Станислав (1964) и внук Дмитрий (1984).
Умер 17 апреля 2011 года.